# 忠孝東路 (臺北市)

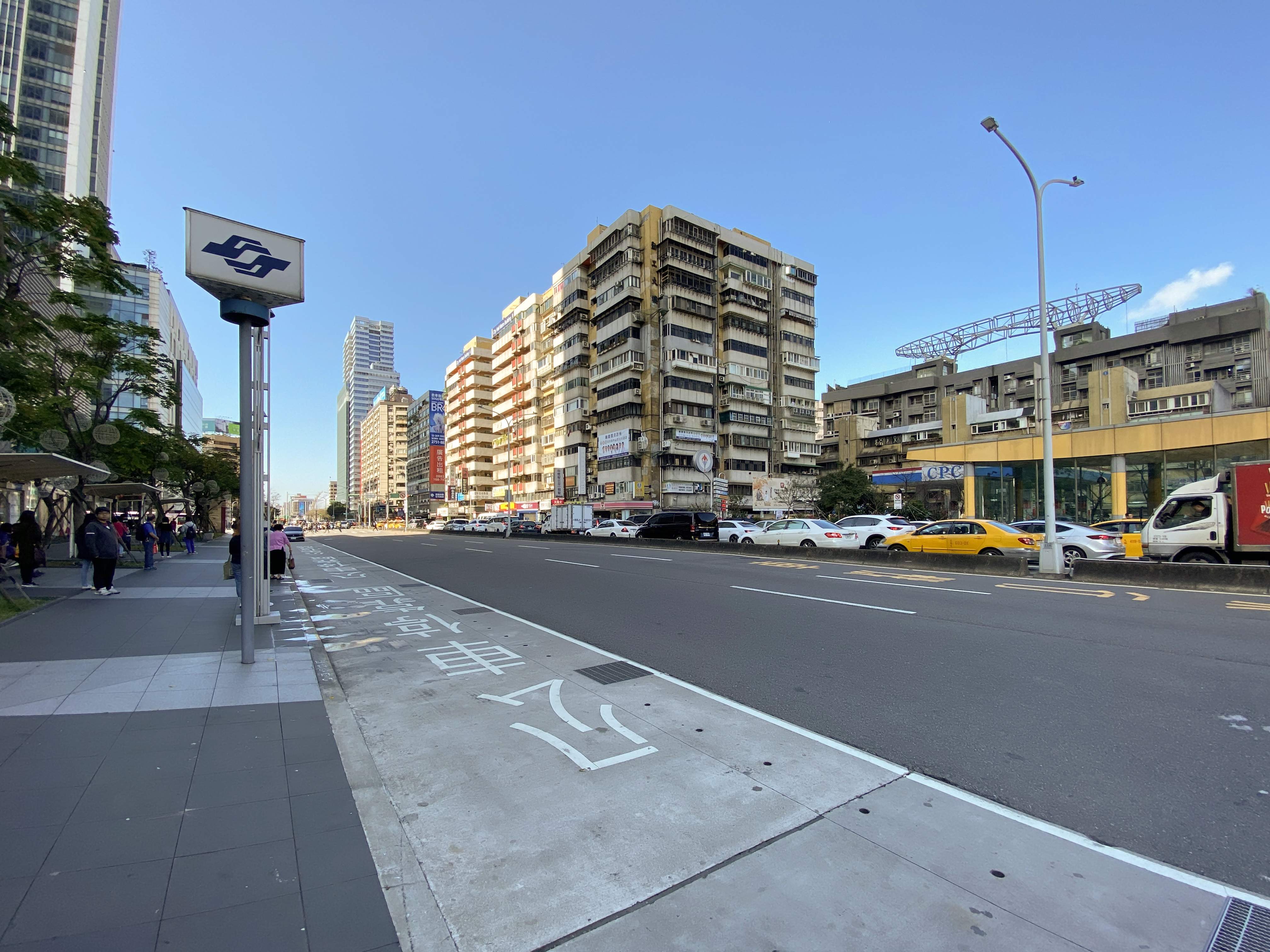
忠孝東路五段（2020年）

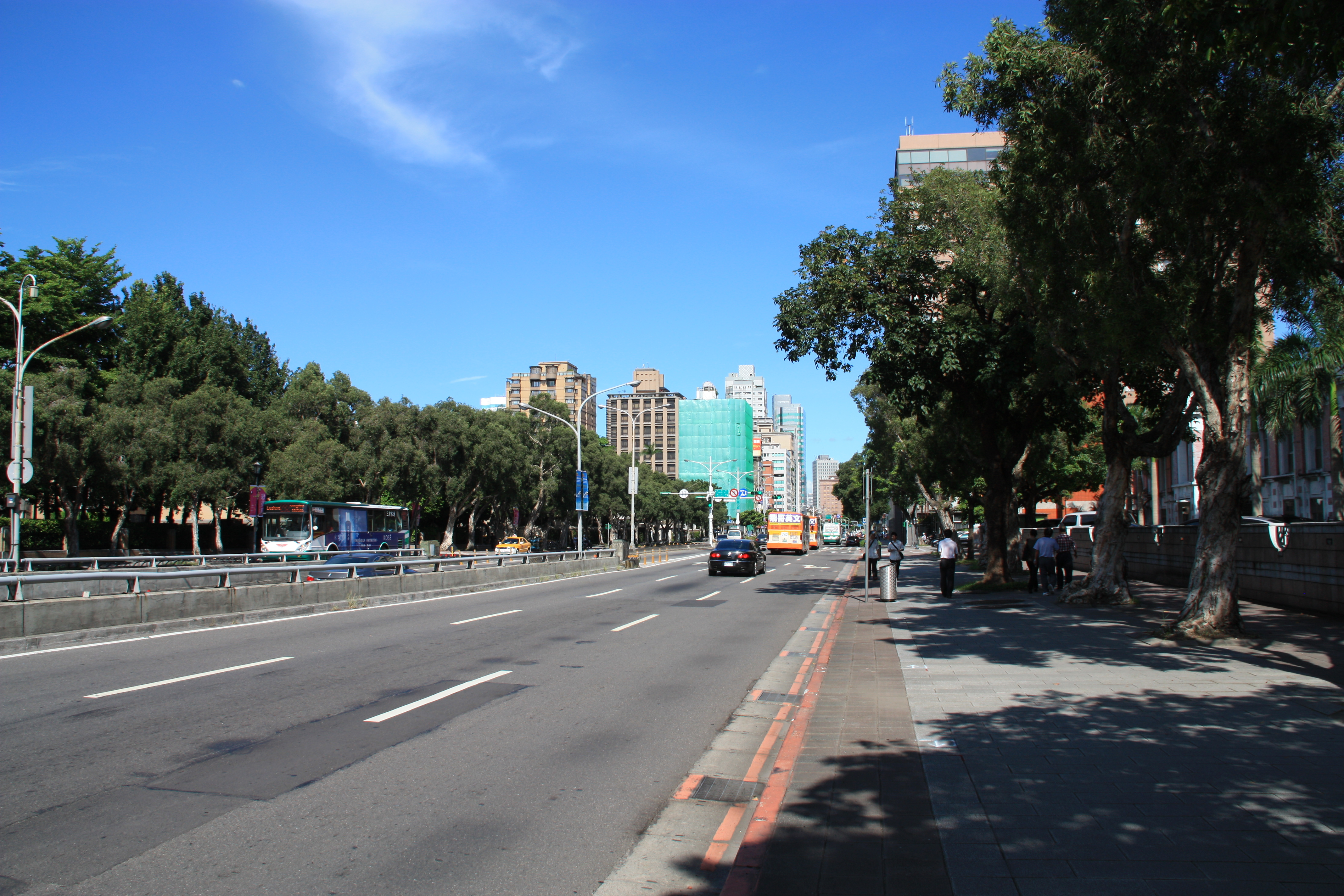
忠孝東路一段（2010年）

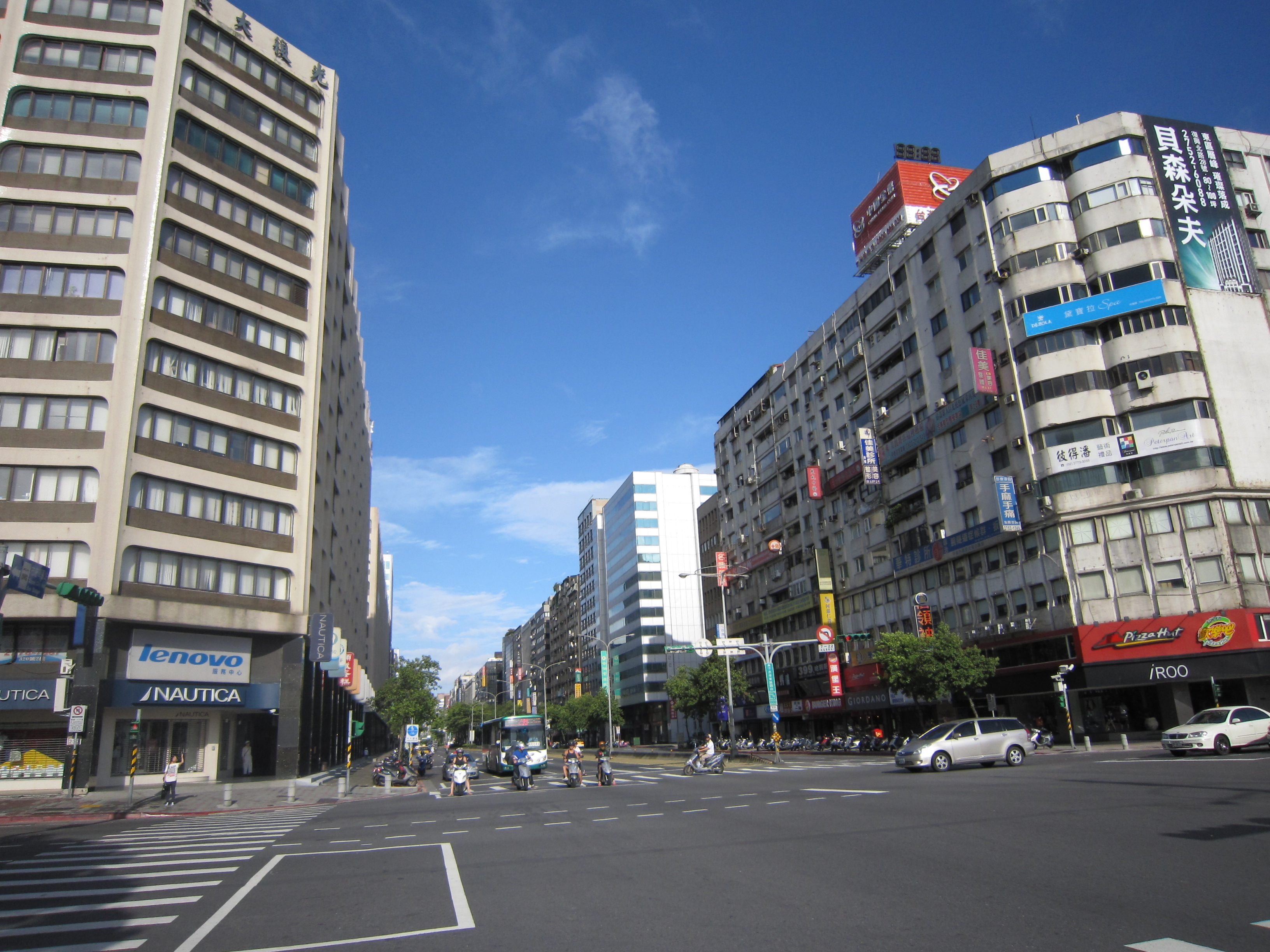
光復南路與忠孝東路口（2011年）

忠孝東路（英語：Zhongxiao East Road）是位於臺灣臺北市的道路，大致呈東西向，西於中山南北路口接忠孝西路，東抵研究院路，共有七段，從一段到七段全長約10公里。過去本路今八德路路口以西路段，原名中正路。隨著臺北都市範圍的東擴，加上行經站前、東區、信義等多個重要商圈，使其成為臺北市重要的主幹道之一。

## 行經行政區域
（由西至東）
- 中正區
- 大安區
- 信義區
- 南港區

## 歷史
1967年，臺北市改制為直轄市後，為配合市政的大幅建設，臺北市政府修築了忠孝東路二、三、四段（至基隆路），連續穿越四個行政區，包括城中區（今屬中正區）、大安區、松山區（今屬松山區拆分出來的信義區）及臺北縣南港鎮（今臺北市南港區）。房價快速飛漲，因此無住屋團結組織於1989年在忠孝東路上發動夜宿活動。
忠孝東路的八德路路口以西路段，原為中正路的一部份；於1970年7月1日起，臺北市政府將中正路在第一酒廠（今華山文創園區）前轉彎處（即原忠孝路起點路口）以西部分，連結原忠孝路一段、二段，改名為忠孝西路和忠孝東路，並以中山南、北路路口為分界點；而原中正路在第一酒廠前轉彎處以東部分，則改名為八德路。

## 分段
忠孝東路共分七段：

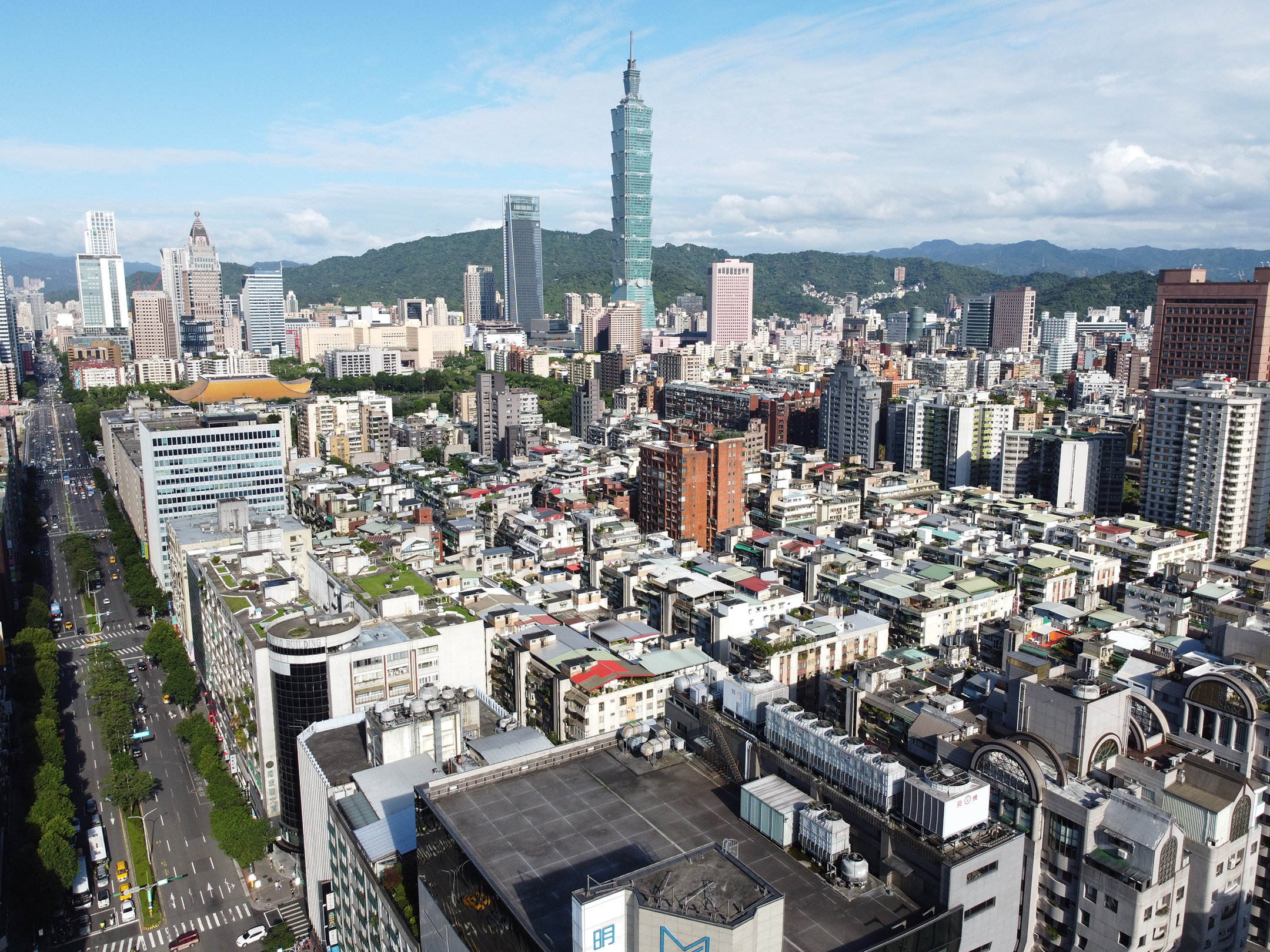
從忠孝東路四段眺望臺北天際線（2020年）

- 一段：西於中山南北路與忠孝西路一段相接，東於杭州南路與忠孝東路二段相接。
- 二段：西於杭州南路與忠孝東路一段相接，東於新生南路與忠孝東路三段相接。
- 三段：西於新生南路與忠孝東路二段相接，東於復興南路與忠孝東路四段相接。
- 四段：西於復興南路與忠孝東路三段相接，東於基隆路與忠孝東路五段相接。
- 五段：西於基隆路與忠孝東路四段相接，東於永吉路與忠孝東路六段相接。
- 六段：西於永吉路與忠孝東路五段相接，東抵向陽路與忠孝東路七段相接。
- 七段：西於向陽路與忠孝東路六段相接，東抵研究院路。

## 沿線設施
| | |
| （由西至東） - 一段 - 行政院中央大樓（行政院院本部）（1號） - 監察院（2號） - 內政部警政署（7號） - 臺北喜來登大飯店（12號） - 善導寺（23號） - 中國文化大學推廣教育部忠孝分部（41號） - 第一產物保險大樓（54號） - 捷運善導寺站（58號B1） - 台北市公共自行車租賃系統捷運善導寺站 - 臺北市中正區行政中心（108號） - 華山市場（1、2樓） - 臺北市嬰幼兒物資交流中心（3樓） - 臺北市交通義勇警察大隊（4樓） - 臺北市中正區戶政事務所（6、7樓） - 臺北市中正區公所（8、9、10樓） - 教育部第二辦公室（172號5樓） - 二段 - 中國電器舊總部（9號） - 華山1914文化創意產業園區（八德路路口） - 臺北市中正區忠孝國民小學（101號） - 兆豐金控總部大樓（123號） - 捷運忠孝新生站3號出口 - 臺北市公共自行車租賃系統忠孝新生站（3號出口） - 微笑單車捷運忠孝新生站服務中心 - 三段 - 國立台北科技大學（1號) - 臺北正義郵局（150、152、154號） - 正義國民住宅 - 太平洋SOGO復興館（300號）（捷運忠孝復興站2號出口樓上） - 懷生國中（248巷30號） - 台北市公共自行車租賃系統捷運忠孝復興站 - 新光三越 Diamond Towers - 四段 - 捷運忠孝敦化站（182號B1） - 明曜百貨（200號） - 頂好名店城（89~97號） - 捷運忠孝復興站（47號B1） - 台北市公共自行車租賃系統龍門廣場站 - 台北市公共自行車租賃系統瑠公公園站 - 瑠公公園 - 中心綜合醫院（77號) - 太平洋頂好綜合商業大樓（87號） - 統領商業大樓（201號） - 微風廣場忠孝店 - 新東陽總公司（289號8F） - 交通部觀光署（290號9F） - 捷運國父紀念館站（400號B1） - 台北市公共自行車租賃系統捷運國父紀念館站 - 台北大巨蛋 - 內政部警政署刑事警察局刑事科技大樓（551號） - 內政部警政署刑事警察局（553巷5號） - 松山文創園區（從553巷入口進出） - 財政部財政資訊中心（547號） - 東區地下街（門牌位於大安路一段77號；地下商場與忠孝東路四段平行） | - 五段 - 台北市公共自行車租賃系統捷運市政府站(3號出口）（2號） - 微笑單車捷運市政府站服務中心 - 市府轉運站 - 捷運市政府站（2號B1） - 悠遊卡市府轉運站客服中心（B1售票櫃台） - 統一時代百貨台北店（6號） - 台北W飯店（10號） - 台灣中油忠孝東路加油站（69號） - 國軍退除役官兵輔導委員會（222號） - 松山工農（236巷15號） - 柯旅天閣（飯店，297號） - 台北市公共自行車租賃系統捷運永春站（2號出口）（420號旁巷道） - 捷運永春站（455號B1） - 捷運後山埤站（1、2號出口） - 台北市公共自行車租賃系統捷運後山埤站（2號出口） - 協和祐德高中（790巷27號） - 六段 - 捷運後山埤站（3號出口） - 陸軍後勤指揮部、國防部軍備局工程營產中心（360號，忠勤營區） - 捷運昆陽站（451號） - 台北市公共自行車租賃系統捷運昆陽站 - 中華民國衛生福利部（488號） - 七段 - 捷運板南線南港機廠 - CITYLINK南港店（369號） - 臺鐵南港車站 高鐵南港站 捷運南港站（380號B1） 南港轉運站西站 - 臺北市極限運動訓練中心（382號） - 台北市公共自行車租賃系統捷運南港站 - 國家文官學院（576號） |

## 流行文化
忠孝東路經常出現在台灣當代藝文創作當中，如：
- 羅大佑《大家免著驚》首句歌詞「忠孝東路西對介壽大路遐」
- 童安格《讓生命等候》中有「走在忠孝東路，閃躲在人群中」
- 潘美辰《錯決》中有「你我感情，就像是忠孝東路的街，崎嶇又不平，卻讓我又愛又厭倦」
- 陳綺貞《九份的咖啡店》中有「這樣的午後，我在忠孝東路的咖啡店」
- 陳昇《拿起來放下》中有「忠孝東路你走一回，你有沒有認得誰」
- 林強《未振未動》中有「忠孝東路四段是阮公司」
- 林強《黑輪伯仔》中有「如今那個少年仔已經五十歲，坐在忠孝東路的黑頭車裡面」等等歌詞。

在標題中就以忠孝東路為名的則有：
- 《忠孝東路走九遍》：動力火車2001年的流行音樂專輯，其中亦收錄了同名的歌曲，內含「忠孝東路走九遍，腳底下踏著曾經你我的點點」等歌詞。
- 忠孝東路走九遍活動：YouTube頻道上班不要看成員曹鈞偉（小歐），於2018年12月20日至2018年12月21日期間，再次挑戰實際在忠孝東路七段至忠孝東路一段之間往返走九遍。最後於2018年12月21日晚上十點半，成功走完忠孝東路九遍。
- 《嘿，你到過忠孝東路沒有？》：張國立所著的愛情小說，1994年皇冠文化出版，ISBN 9573311305

## 同名道路
高雄市林園區有一條同名道路。西於林園北路與忠孝西路相接，東與溪州二路相接。
彰化縣伸港鄉有一條同名道路，全長約450公尺。
桃園市蘆竹區有一條同名道路，全長約260公尺。西於中正路與忠孝西路相接，東抵南崁路與南祥路相接。
新北市汐止區有一條同名道路，全長約1.8公里，連結台5甲線與新興路。